# Per Adolf Malmborg
Per Adolf Malmborg, född 21 juni 1737 i Stockholm, död 4 mars 1797 i Finland, var en svensk sjömilitär.
Malmborg var son till sekreteraren vid Norra sjötullen i Stockholm Jonas Malmborg och dennes hustru Ingeborg Christina Retzell. Han var under åren 1751-1752 så kallad kofferdist, alltså sjöman på ett privatägt handelsfartyg. Den 2 november 1756 blev han volontär vid Amiralitetet i Karlskrona för att den 15 april 1758 bli arklimästare samt därefter konstapel den 27 mars 1762. Bägge Funktionerna visar att han var verksam vid artilleriet. Under dessa år deltog han även i Pommerska kriget och deltog troligen vid Slaget vid Frisches Haff.
Malmborg blev regementsadjutant vid Arméns flotta den 31 mars 1762 och samma år den 14 december fick han officersfullmakt som fänrik för att den 30 oktober 1771 bli befordrad till löjtnant. Den 2 maj 1774 blev han kapten för att den 19 februari 1777 få majors namn, heder och värdighet. Han utnämndes till sekundmajor vid Arméns flottas finska eskader den 10 augusti 1781 för att den 19 september 1781 bli brigadmajor vid förbandet. Den 10 juli 1790 i direkt anslutning till Slaget vid Svensksund utnämndes han till överstelöjtnant samt blev utnämnd till riddare av Svärdsorden.
Malmborg hade deltagit under Första slaget vid Svensksund 1789 som Sverige förlorade, men både han och Sverige tog revansch under slaget vid Svensksund den 9-10 juli 1790. Då förde Malmborg befälet över den sjätte divisionen av den andra eller bohuslänska brigaden, vilken bestod av tio kanonslupar och fem kanonjollar. Malmborg sårades under slaget och blev befordrad, erhöll svärdsorden samt blev även tilldelad den Stora Svensksundsmedaljen den 13 februari 1791, allt som erkänsla för hans insatser under slaget.
Malmborg gifte sig 1773 med Lovisa Fredrika Toll och fick två barn, Johan Fredrik Malmborg och Otto August Malmborg. 1794 köpte han gården Härkälä i Vichtis socken men ägde även gården Salmis i samma socken. Han avled 1797 på sin gård Härkälä.

## Utmärkelser[1]
- Riddare av Svärdsorden - 10 juli, 1790
- Svensksundsmedaljen 12:e storleken i kedja - 13 februari, 1791